# Johann Machold
Johann Machold fou un compositor alemany probablement nascut a Turíngia a finals del segle xvi.
Figuren d'aquest autor les obres següents:
- Die Historia vom Leiden und Sterben Christi mit 5 Stimmen componirt (Erfurt, 1593);
- Motets a 5 veus (Erfurt, 1595).

I el tractat de música titulat Compendium germanicolatinum musices practicae, quaestionibus facilibus et perspicuis expositum, omissis omnibus non admodum necessariis (Erfurt, 1595).